# Estelle Parsons
Estelle Margaret Parsons (Lynn, Massachusetts, 20 de novembro de 1927) é uma atriz norte-americana de cinema, teatro e televisão.
Antes de se tornar atriz, Parsons se formou em Direito no Connecticut College em 1949 e em vez de exercer a profissão foi ser cantora de uma banda durante a década de 1950. Mudando-se para Nova York, começou a trabalhar como escritora, produtora e comentarista do The Today Show, programa de sucesso na tv americana da época.
No começo dos anos 60 ela passou a se dedicar profissionalmente e integralmente à carreira de atriz, demonstrando grande talento primeiramente nos palcos, que nunca mais abandonou, sendo indicada quatro vezes para o prêmio Tony entre 1968 e 2002. Mas foi no cinema que Estelle chegou à fama internacional como Blanche Barrow, a histérica integrante da quadrilha de Bonnie Parker e Clyde Barrow, no aclamado  Bonnie & Clyde: Uma Rajada de Balas, filme divisor de águas e inovador da linguagem cinematográfica de Hollywood e que lhe rendeu o Oscar de melhor atriz coadjuvante de 1968. No ano seguinte ela foi novamente indicada ao Oscar de coadjuvante por Rachel, Rachel, filme de Paul Newman com Joanne Woodward no papel principal.
Além do trabalho no cinema e no teatro, nos últimos anos Estelle tem se dedicado também à televisão, onde participou e participa das populares séries de TV Roseanne, com a atriz Roseanne Barr, Frasier e Law & Order: Special Victims Unit.